# ميشيل فيريبس
ميشيل فيريبس (3 ديسمبر 1996 في هولندا - ) (بالهولندية: Michael Verrips) هو لاعب كرة قدم هولندي في مركز حراسة المرمى. لعب مع سبارتا روتردام.

## روابط خارجية
- ميشيل فيريبس على موقع قاعدة بيانات كرة القدم.إي يو (الإنجليزية)
- ميشيل فيريبس على موقع Soccerway.com (الإنجليزية)